# Comunele Italiei (M)
Această pagină conține lista comunelor din Italia a căror nume începe cu litera M.
Pentru fiecare comună este indicată provincia și regiunea de care aparține.
| Comună                       | Provincia             | Regiune               |
| ---------------------------- | --------------------- | --------------------- |
| Maccagno 3724                | Varese                | Lombardia             |
| Maccastorna 3725             | Lodi                  | Lombardia             |
| Macchia d'Isernia 3726       | Isernia               | Molise                |
| Macchia Valfortore 3727      | Campobasso            | Molise                |
| Macchiagodena 3728           | Isernia               | Molise                |
| Macello 3729                 | Torino                | Piemont               |
| Macerata 3730                | Macerata              | Marche                |
| Macerata Campania            | Caserta               | Campania              |
| Macerata Feltria             | Pesaro e Urbino       | Marche                |
| Macherio                     | Monza e della Brianza | Lombardia             |
| Maclodio                     | Brescia               | Lombardia             |
| Macomer                      | Nuoro                 | Sardinia              |
| Macra                        | Cuneo                 | Piemont               |
| Macugnaga                    | Verbano-Cusio-Ossola  | Piemont               |
| Maddaloni                    | Caserta               | Campania              |
| Madesimo                     | Sondrio               | Lombardia             |
| Madignano 3740               | Cremona               | Lombardia             |
| Madone                       | Bergamo               | Lombardia             |
| Madonna del Sasso            | Verbano-Cusio-Ossola  | Piemont               |
| Maenza                       | Latina                | Lazio                 |
| Mafalda                      | Campobasso            | Molise                |
| Magasa                       | Brescia               | Lombardia             |
| Magenta                      | Milano                | Lombardia             |
| Maggiora                     | Novara                | Piemont               |
| Magherno                     | Pavia                 | Lombardia             |
| Magione                      | Perugia               | Umbria                |
| Magisano 3750                | Catanzaro             | Calabria              |
| Magliano Alfieri             | Cuneo                 | Piemont               |
| Magliano Alpi                | Cuneo                 | Piemont               |
| Magliano de' Marsi           | L'Aquila              | Abruzzo               |
| Magliano di Tenna            | Fermo                 | Marche                |
| Magliano in Toscana          | Grosseto              | Toscana               |
| Magliano Romano              | Roma                  | Lazio                 |
| Magliano Sabina              | Rieti                 | Lazio                 |
| Magliano Vetere              | Salerno               | Campania              |
| Maglie                       | Lecce                 | Puglia                |
| Magliolo 3760                | Savona                | Liguria               |
| Maglione                     | Torino                | Piemont               |
| Magnacavallo                 | Mantova               | Lombardia             |
| Magnago                      | Milano                | Lombardia             |
| Magnano                      | Biella                | Piemont               |
| Magnano in Riviera           | Udine                 | Friuli-Veneția Giulia |
| Magomadas                    | Oristano              | Sardinia              |
| Magrè sulla Strada del Vino  | Bolzano               | Trentino-Alto Adige   |
| Magreglio                    | Como                  | Lombardia             |
| Maida                        | Catanzaro             | Calabria              |
| Maierà 3770                  | Cosenza               | Calabria              |
| Maierato                     | Vibo Valentia         | Calabria              |
| Maiolati Spontini            | Ancona                | Marche                |
| Maiolo                       | Rimini                | Emilia-Romagna        |
| Maiori                       | Salerno               | Campania              |
| Mairago                      | Lodi                  | Lombardia             |
| Mairano                      | Brescia               | Lombardia             |
| Maissana                     | Spezia                | Liguria               |
| Majano                       | Udine                 | Friuli-Veneția Giulia |
| Malagnino                    | Cremona               | Lombardia             |
| Malalbergo 3780              | Bologna               | Emilia-Romagna        |
| Malborghetto Valbruna        | Udine                 | Friuli-Veneția Giulia |
| Malcesine                    | Verona                | Veneto                |
| Malè                         | Trento                | Trentino-Alto Adige   |
| Malegno                      | Brescia               | Lombardia             |
| Maleo                        | Lodi                  | Lombardia             |
| Malesco                      | Verbano-Cusio-Ossola  | Piemont               |
| Maletto                      | Catania               | Sicilia               |
| Malfa                        | Messina               | Sicilia               |
| Malgesso                     | Varese                | Lombardia             |
| Malgrate 3790                | Lecco                 | Lombardia             |
| Malito                       | Cosenza               | Calabria              |
| Mallare                      | Savona                | Liguria               |
| Malles Venosta               | Bolzano               | Trentino-Alto Adige   |
| Malnate                      | Varese                | Lombardia             |
| Malo                         | Vicenza               | Veneto                |
| Malonno                      | Brescia               | Lombardia             |
| Malosco                      | Trento                | Trentino-Alto Adige   |
| Maltignano                   | Ascoli Piceno         | Marche                |
| Malvagna                     | Messina               | Sicilia               |
| Malvicino 3800               | Alessandria           | Piemont               |
| Malvito                      | Cosenza               | Calabria              |
| Mammola                      | Reggio Calabria       | Calabria              |
| Mamoiada                     | Nuoro                 | Sardinia              |
| Manciano                     | Grosseto              | Toscana               |
| Mandanici                    | Messina               | Sicilia               |
| Mandas                       | Cagliari              | Sardinia              |
| Mandatoriccio                | Cosenza               | Calabria              |
| Mandela                      | Roma                  | Lazio                 |
| Mandello del Lario           | Lecco                 | Lombardia             |
| Mandello Vitta 3810          | Novara                | Piemont               |
| Manduria                     | Taranto               | Puglia                |
| Manerba del Garda            | Brescia               | Lombardia             |
| Manerbio                     | Brescia               | Lombardia             |
| Manfredonia                  | Foggia                | Puglia                |
| Mango                        | Cuneo                 | Piemont               |
| Mangone                      | Cosenza               | Calabria              |
| Maniace                      | Catania               | Sicilia               |
| Maniago                      | Pordenone             | Friuli-Veneția Giulia |
| Manocalzati                  | Avellino              | Campania              |
| Manoppello 3820              | Pescara               | Abruzzo               |
| Mansuè                       | Treviso               | Veneto                |
| Manta                        | Cuneo                 | Piemont               |
| Mantello                     | Sondrio               | Lombardia             |
| Mantova                      | Mantova               | Lombardia             |
| Manzano                      | Udine                 | Friuli-Veneția Giulia |
| Manziana                     | Roma                  | Lazio                 |
| Mapello                      | Bergamo               | Lombardia             |
| Mappano                      | Torino                | Piemont               |
| Mara                         | Sassari               | Sardinia              |
| Maracalagonis 3830           | Cagliari              | Sardinia              |
| Maranello                    | Modena                | Emilia-Romagna        |
| Marano di Napoli             | Napoli                | Campania              |
| Marano di Valpolicella 3833  | Verona                | Veneto                |
| Marano Equo                  | Roma                  | Lazio                 |
| Marano Lagunare              | Udine                 | Friuli-Veneția Giulia |
| Marano Marchesato            | Cosenza               | Calabria              |
| Marano Principato            | Cosenza               | Calabria              |
| Marano sul Panaro            | Modena                | Emilia-Romagna        |
| Marano Ticino                | Novara                | Piemont               |
| Marano Vicentino 3840        | Vicenza               | Veneto                |
| Maranzana                    | Asti                  | Piemont               |
| Maratea                      | Potenza               | Basilicata            |
| Marcallo con Casone          | Milano                | Lombardia             |
| Marcaria                     | Mantova               | Lombardia             |
| Marcedusa                    | Catanzaro             | Calabria              |
| Marcellina                   | Roma                  | Lazio                 |
| Marcellinara                 | Catanzaro             | Calabria              |
| Marcetelli                   | Rieti                 | Lazio                 |
| Marcheno                     | Brescia               | Lombardia             |
| Marchirolo 3850              | Varese                | Lombardia             |
| Marciana                     | Livorno               | Toscana               |
| Marciana Marina              | Livorno               | Toscana               |
| Marcianise                   | Caserta               | Campania              |
| Marciano della Chiana        | Arezzo                | Toscana               |
| Marcignago                   | Pavia                 | Lombardia             |
| Marcon                       | Veneția               | Veneto                |
| Marebbe                      | Bolzano               | Trentino-Alto Adige   |
| Marene                       | Cuneo                 | Piemont               |
| Mareno di Piave              | Treviso               | Veneto                |
| Marentino 3860               | Torino                | Piemont               |
| Maretto                      | Asti                  | Piemont               |
| Margarita                    | Cuneo                 | Piemont               |
| Margherita di Savoia         | Barletta-Andria-Trani | Puglia                |
| Margno                       | Lecco                 | Lombardia             |
| Mariana Mantovana            | Mantova               | Lombardia             |
| Mariano Comense              | Como                  | Lombardia             |
| Mariano del Friuli           | Gorizia               | Friuli-Veneția Giulia |
| Marianopoli                  | Caltanissetta         | Sicilia               |
| Mariglianella                | Napoli                | Campania              |
| Marigliano 3870              | Napoli                | Campania              |
| Marina di Gioiosa Ionica     | Reggio Calabria       | Calabria              |
| Marineo                      | Palermo               | Sicilia               |
| Marino                       | Roma                  | Lazio                 |
| Marlengo                     | Bolzano               | Trentino-Alto Adige   |
| Marliana                     | Pistoia               | Toscana               |
| Marmentino                   | Brescia               | Lombardia             |
| Marmirolo                    | Mantova               | Lombardia             |
| Marmora                      | Cuneo                 | Piemont               |
| Marnate                      | Varese                | Lombardia             |
| Marone 3880                  | Brescia               | Lombardia             |
| Maropati                     | Reggio Calabria       | Calabria              |
| Marostica                    | Vicenza               | Veneto                |
| Marradi                      | Florența              | Toscana               |
| Marrubiu                     | Oristano              | Sardinia              |
| Marsaglia                    | Cuneo                 | Piemont               |
| Marsala                      | Trapani               | Sicilia               |
| Marsciano                    | Perugia               | Umbria                |
| Marsico Nuovo                | Potenza               | Basilicata            |
| Marsicovetere                | Potenza               | Basilicata            |
| Marta 3890                   | Viterbo               | Lazio                 |
| Martano                      | Lecce                 | Puglia                |
| Martellago                   | Veneția               | Veneto                |
| Martello                     | Bolzano               | Trentino-Alto Adige   |
| Martignacco                  | Udine                 | Friuli-Veneția Giulia |
| Martignana di Po             | Cremona               | Lombardia             |
| Martignano                   | Lecce                 | Puglia                |
| Martina Franca               | Taranto               | Puglia                |
| Martinengo                   | Bergamo               | Lombardia             |
| Martiniana Po                | Cuneo                 | Piemont               |
| Martinsicuro 3900            | Teramo                | Abruzzo               |
| Martirano                    | Catanzaro             | Calabria              |
| Martirano Lombardo           | Catanzaro             | Calabria              |
| Martis                       | Sassari               | Sardinia              |
| Martone                      | Reggio Calabria       | Calabria              |
| Marudo                       | Lodi                  | Lombardia             |
| Maruggio                     | Taranto               | Puglia                |
| Marzabotto                   | Bologna               | Emilia-Romagna        |
| Marzano                      | Pavia                 | Lombardia             |
| Marzano Appio                | Caserta               | Campania              |
| Marzano di Nola 3910         | Avellino              | Campania              |
| Marzi                        | Cosenza               | Calabria              |
| Marzio                       | Varese                | Lombardia             |
| Masainas                     | Carbonia-Iglesias     | Sardinia              |
| Masate                       | Milano                | Lombardia             |
| Mascali                      | Catania               | Sicilia               |
| Mascalucia                   | Catania               | Sicilia               |
| Maschito                     | Potenza               | Basilicata            |
| Masciago Primo               | Varese                | Lombardia             |
| Maser                        | Treviso               | Veneto                |
| Masera 3920                  | Verbano-Cusio-Ossola  | Piemont               |
| Maserà di Padova             | Padova                | Veneto                |
| Maserada sul Piave           | Treviso               | Veneto                |
| Masi                         | Padova                | Veneto                |
| Masi Torello                 | Ferrara               | Emilia-Romagna        |
| Masio                        | Alessandria           | Piemont               |
| Maslianico                   | Como                  | Lombardia             |
| Mason Vicentino              | Vicenza               | Veneto                |
| Masone                       | Genova                | Liguria               |
| Massa                        | Massa-Carrara         | Toscana               |
| Massa d'Albe 3930            | L'Aquila              | Abruzzo               |
| Massa di Somma               | Napoli                | Campania              |
| Massa e Cozzile              | Pistoia               | Toscana               |
| Massa Fermana                | Fermo                 | Marche                |
| Massa Fiscaglia              | Ferrara               | Emilia-Romagna        |
| Massa Lombarda               | Ravenna               | Emilia-Romagna        |
| Massa Lubrense               | Napoli                | Campania              |
| Massa Marittima              | Grosseto              | Toscana               |
| Massa Martana                | Perugia               | Umbria                |
| Massafra                     | Taranto               | Puglia                |
| Massalengo 3940              | Lodi                  | Lombardia             |
| Massanzago                   | Padova                | Veneto                |
| Massarosa                    | Lucca                 | Toscana               |
| Massazza                     | Biella                | Piemont               |
| Massello                     | Torino                | Piemont               |
| Masserano                    | Biella                | Piemont               |
| Massignano                   | Ascoli Piceno         | Marche                |
| Massimeno                    | Trento                | Trentino-Alto Adige   |
| Massimino                    | Savona                | Liguria               |
| Massino Visconti             | Novara                | Piemont               |
| Massiola 3950                | Verbano-Cusio-Ossola  | Piemont               |
| Masullas                     | Oristano              | Sardinia              |
| Matelica                     | Macerata              | Marche                |
| Matera                       | Matera                | Basilicata            |
| Mathi                        | Torino                | Piemont               |
| Matino                       | Lecce                 | Puglia                |
| Matrice                      | Campobasso            | Molise                |
| Mattie                       | Torino                | Piemont               |
| Mattinata                    | Foggia                | Puglia                |
| Mazara del Vallo             | Trapani               | Sicilia               |
| Mazzano 3960                 | Brescia               | Lombardia             |
| Mazzano Romano               | Roma                  | Lazio                 |
| Mazzarino                    | Caltanissetta         | Sicilia               |
| Mazzarrà Sant'Andrea         | Messina               | Sicilia               |
| Mazzarrone                   | Catania               | Sicilia               |
| Mazzè                        | Torino                | Piemont               |
| Mazzin                       | Trento                | Trentino-Alto Adige   |
| Mazzo di Valtellina          | Sondrio               | Lombardia             |
| Meana di Susa                | Torino                | Piemont               |
| Meana Sardo                  | Nuoro                 | Sardinia              |
| Meda 3970                    | Monza e della Brianza | Lombardia             |
| Mede                         | Pavia                 | Lombardia             |
| Medea                        | Gorizia               | Friuli-Veneția Giulia |
| Medesano                     | Parma                 | Emilia-Romagna        |
| Medicina                     | Bologna               | Emilia-Romagna        |
| Mediglia                     | Milano                | Lombardia             |
| Medolago                     | Bergamo               | Lombardia             |
| Medole                       | Mantova               | Lombardia             |
| Medolla                      | Modena                | Emilia-Romagna        |
| Meduna di Livenza            | Treviso               | Veneto                |
| Meduno 3980                  | Pordenone             | Friuli-Veneția Giulia |
| Megliadino San Fidenzio      | Padova                | Veneto                |
| Megliadino San Vitale        | Padova                | Veneto                |
| Meina                        | Novara                | Piemont               |
| Mel                          | Belluno               | Veneto                |
| Melara                       | Rovigo                | Veneto                |
| Melazzo                      | Alessandria           | Piemont               |
| Meldola                      | Forlì-Cesena          | Emilia-Romagna        |
| Mele                         | Genova                | Liguria               |
| Melegnano                    | Milano                | Lombardia             |
| Melendugno 3990              | Lecce                 | Puglia                |
| Meleti                       | Lodi                  | Lombardia             |
| Melfi                        | Potenza               | Basilicata            |
| Melicuccà                    | Reggio Calabria       | Calabria              |
| Melicucco                    | Reggio Calabria       | Calabria              |
| Melilli                      | Siracusa              | Sicilia               |
| Melissa                      | Crotone               | Calabria              |
| Melissano                    | Lecce                 | Puglia                |
| Melito di Napoli             | Napoli                | Campania              |
| Melito di Porto Salvo        | Reggio Calabria       | Calabria              |
| Melito Irpino 4000           | Avellino              | Campania              |
| Melizzano                    | Benevento             | Campania              |
| Melle                        | Cuneo                 | Piemont               |
| Mello                        | Sondrio               | Lombardia             |
| Melpignano                   | Lecce                 | Puglia                |
| Meltina                      | Bolzano               | Trentino-Alto Adige   |
| Melzo                        | Milano                | Lombardia             |
| Menaggio                     | Como                  | Lombardia             |
| Menarola                     | Sondrio               | Lombardia             |
| Menconico                    | Pavia                 | Lombardia             |
| Mendatica 4010               | Imperia               | Liguria               |
| Mendicino                    | Cosenza               | Calabria              |
| Menfi                        | Agrigento             | Sicilia               |
| Mentana                      | Roma                  | Lazio                 |
| Meolo                        | Veneția               | Veneto                |
| Merana                       | Alessandria           | Piemont               |
| Merano                       | Bolzano               | Trentino-Alto Adige   |
| Merate                       | Lecco                 | Lombardia             |
| Mercallo                     | Varese                | Lombardia             |
| Mercatello sul Metauro       | Pesaro e Urbino       | Marche                |
| Mercatino Conca 4020         | Pesaro e Urbino       | Marche                |
| Mercato San Severino         | Salerno               | Campania              |
| Mercato Saraceno             | Forlì-Cesena          | Emilia-Romagna        |
| Mercenasco                   | Torino                | Piemont               |
| Mercogliano                  | Avellino              | Campania              |
| Mereto di Tomba              | Udine                 | Friuli-Veneția Giulia |
| Mergo                        | Ancona                | Marche                |
| Mergozzo                     | Verbano-Cusio-Ossola  | Piemont               |
| Merì                         | Messina               | Sicilia               |
| Merlara                      | Padova                | Veneto                |
| Merlino 4030                 | Lodi                  | Lombardia             |
| Merone                       | Como                  | Lombardia             |
| Mesagne                      | Brindisi              | Puglia                |
| Mese                         | Sondrio               | Lombardia             |
| Mesenzana                    | Varese                | Lombardia             |
| Mesero                       | Milano                | Lombardia             |
| Mesola                       | Ferrara               | Emilia-Romagna        |
| Mesoraca                     | Crotone               | Calabria              |
| Messina                      | Messina               | Sicilia               |
| Mestrino                     | Padova                | Veneto                |
| Meta 4040                    | Napoli                | Campania              |
| Meugliano                    | Torino                | Piemont               |
| Mezzago                      | Monza e della Brianza | Lombardia             |
| Mezzana                      | Trento                | Trentino-Alto Adige   |
| Mezzana Bigli                | Pavia                 | Lombardia             |
| Mezzana Mortigliengo         | Biella                | Piemont               |
| Mezzana Rabattone            | Pavia                 | Lombardia             |
| Mezzane di Sotto             | Verona                | Veneto                |
| Mezzanego                    | Genova                | Liguria               |
| Mezzani                      | Parma                 | Emilia-Romagna        |
| Mezzanino 4050               | Pavia                 | Lombardia             |
| Mezzano                      | Trento                | Trentino-Alto Adige   |
| Mezzegra                     | Como                  | Lombardia             |
| Mezzenile                    | Torino                | Piemont               |
| Mezzocorona                  | Trento                | Trentino-Alto Adige   |
| Mezzojuso                    | Palermo               | Sicilia               |
| Mezzoldo                     | Bergamo               | Lombardia             |
| Mezzolombardo                | Trento                | Trentino-Alto Adige   |
| Mezzomerico                  | Novara                | Piemont               |
| Miagliano                    | Biella                | Piemont               |
| Miane 4060                   | Treviso               | Veneto                |
| Miasino                      | Novara                | Piemont               |
| Miazzina                     | Verbano-Cusio-Ossola  | Piemont               |
| Micigliano                   | Rieti                 | Lazio                 |
| Miggiano                     | Lecce                 | Puglia                |
| Miglianico                   | Chieti                | Abruzzo               |
| Migliarino                   | Ferrara               | Emilia-Romagna        |
| Migliaro                     | Ferrara               | Emilia-Romagna        |
| Miglierina                   | Catanzaro             | Calabria              |
| Miglionico                   | Matera                | Basilicata            |
| Mignanego 4070               | Genova                | Liguria               |
| Mignano Monte Lungo          | Caserta               | Campania              |
| Milano                       | Milano                | Lombardia             |
| Milazzo                      | Messina               | Sicilia               |
| Milena                       | Caltanissetta         | Sicilia               |
| Mileto                       | Vibo Valentia         | Calabria              |
| Milis                        | Oristano              | Sardinia              |
| Militello in Val di Catania  | Catania               | Sicilia               |
| Militello Rosmarino          | Messina               | Sicilia               |
| Millesimo                    | Savona                | Liguria               |
| Milo 4080                    | Catania               | Sicilia               |
| Milzano                      | Brescia               | Lombardia             |
| Mineo                        | Catania               | Sicilia               |
| Minerbe 4083                 | Verona                | Veneto                |
| Minerbio                     | Bologna               | Emilia-Romagna        |
| Minervino di Lecce           | Lecce                 | Puglia                |
| Minervino Murge              | Barletta-Andria-Trani | Puglia                |
| Minori                       | Salerno               | Campania              |
| Minturno                     | Latina                | Lazio                 |
| Minucciano                   | Lucca                 | Toscana               |
| Mioglia 4090                 | Savona                | Liguria               |
| Mira                         | Veneția               | Veneto                |
| Mirabella Eclano             | Avellino              | Campania              |
| Mirabella Imbaccari          | Catania               | Sicilia               |
| Mirabello                    | Ferrara               | Emilia-Romagna        |
| Mirabello Monferrato         | Alessandria           | Piemont               |
| Mirabello Sannitico          | Campobasso            | Molise                |
| Miradolo Terme               | Pavia                 | Lombardia             |
| Miranda                      | Isernia               | Molise                |
| Mirandola                    | Modena                | Emilia-Romagna        |
| Mirano 4100                  | Veneția               | Veneto                |
| Mirto                        | Messina               | Sicilia               |
| Misano Adriatico             | Rimini                | Emilia-Romagna        |
| Misano di Gera d'Adda        | Bergamo               | Lombardia             |
| Misilmeri                    | Palermo               | Sicilia               |
| Misinto                      | Monza e della Brianza | Lombardia             |
| Missaglia                    | Lecco                 | Lombardia             |
| Missanello                   | Potenza               | Basilicata            |
| Misterbianco                 | Catania               | Sicilia               |
| Mistretta                    | Messina               | Sicilia               |
| Moasca 4110                  | Asti                  | Piemont               |
| Moconesi                     | Genova                | Liguria               |
| Modena                       | Modena                | Emilia-Romagna        |
| Modica                       | Ragusa                | Sicilia               |
| Modigliana                   | Forlì-Cesena          | Emilia-Romagna        |
| Modolo                       | Oristano              | Sardinia              |
| Modugno                      | Bari                  | Puglia                |
| Moena                        | Trento                | Trentino-Alto Adige   |
| Moggio                       | Lecco                 | Lombardia             |
| Moggio Udinese               | Udine                 | Friuli-Veneția Giulia |
| Moglia 4120                  | Mantova               | Lombardia             |
| Mogliano                     | Macerata              | Marche                |
| Mogliano Veneto              | Treviso               | Veneto                |
| Mogorella                    | Oristano              | Sardinia              |
| Mogoro                       | Oristano              | Sardinia              |
| Moiano                       | Benevento             | Campania              |
| Moimacco                     | Udine                 | Friuli-Veneția Giulia |
| Moio de' Calvi               | Bergamo               | Lombardia             |
| Moio della Civitella         | Salerno               | Campania              |
| Moiola                       | Cuneo                 | Piemont               |
| Mojo Alcantara 4130          | Messina               | Sicilia               |
| Mola di Bari                 | Bari                  | Puglia                |
| Molare                       | Alessandria           | Piemont               |
| Molazzana                    | Lucca                 | Toscana               |
| Molfetta                     | Bari                  | Puglia                |
| Molina Aterno                | L'Aquila              | Abruzzo               |
| Molinara                     | Benevento             | Campania              |
| Molinella                    | Bologna               | Emilia-Romagna        |
| Molini di Triora             | Imperia               | Liguria               |
| Molino dei Torti             | Alessandria           | Piemont               |
| Molise 4140                  | Campobasso            | Molise                |
| Moliterno                    | Potenza               | Basilicata            |
| Mollia                       | Vercelli              | Piemont               |
| Molochio                     | Reggio Calabria       | Calabria              |
| Molteno                      | Lecco                 | Lombardia             |
| Moltrasio                    | Como                  | Lombardia             |
| Molvena                      | Vicenza               | Veneto                |
| Molveno                      | Trento                | Trentino-Alto Adige   |
| Mombaldone                   | Asti                  | Piemont               |
| Mombarcaro                   | Cuneo                 | Piemont               |
| Mombaroccio 4150             | Pesaro e Urbino       | Marche                |
| Mombaruzzo                   | Asti                  | Piemont               |
| Mombasiglio                  | Cuneo                 | Piemont               |
| Mombello di Torino           | Torino                | Piemont               |
| Mombello Monferrato          | Alessandria           | Piemont               |
| Mombercelli                  | Asti                  | Piemont               |
| Momo                         | Novara                | Piemont               |
| Mompantero                   | Torino                | Piemont               |
| Mompeo                       | Rieti                 | Lazio                 |
| Momperone                    | Alessandria           | Piemont               |
| Monacilioni 4160             | Campobasso            | Molise                |
| Monale                       | Asti                  | Piemont               |
| Monasterace                  | Reggio Calabria       | Calabria              |
| Monastero Bormida            | Asti                  | Piemont               |
| Monastero di Lanzo           | Torino                | Piemont               |
| Monastero di Vasco           | Cuneo                 | Piemont               |
| Monasterolo Casotto          | Cuneo                 | Piemont               |
| Monasterolo del Castello     | Bergamo               | Lombardia             |
| Monasterolo di Savigliano    | Cuneo                 | Piemont               |
| Monastier di Treviso         | Treviso               | Veneto                |
| Monastir 4170                | Cagliari              | Sardinia              |
| Moncalieri                   | Torino                | Piemont               |
| Moncalvo                     | Asti                  | Piemont               |
| Moncenisio                   | Torino                | Piemont               |
| Moncestino                   | Alessandria           | Piemont               |
| Monchiero                    | Cuneo                 | Piemont               |
| Monchio delle Corti          | Parma                 | Emilia-Romagna        |
| Monclassico                  | Trento                | Trentino-Alto Adige   |
| Moncrivello                  | Vercelli              | Piemont               |
| Moncucco Torinese            | Asti                  | Piemont               |
| Mondaino 4180                | Rimini                | Emilia-Romagna        |
| Mondavio                     | Pesaro e Urbino       | Marche                |
| Mondolfo                     | Pesaro e Urbino       | Marche                |
| Mondovì                      | Cuneo                 | Piemont               |
| Mondragone                   | Caserta               | Campania              |
| Moneglia                     | Genova                | Liguria               |
| Monesiglio                   | Cuneo                 | Piemont               |
| Monfalcone                   | Gorizia               | Friuli-Veneția Giulia |
| Monforte d'Alba              | Cuneo                 | Piemont               |
| Monforte San Giorgio         | Messina               | Sicilia               |
| Monfumo 4190                 | Treviso               | Veneto                |
| Mongardino                   | Asti                  | Piemont               |
| Monghidoro                   | Bologna               | Emilia-Romagna        |
| Mongiana                     | Vibo Valentia         | Calabria              |
| Mongiardino Ligure           | Alessandria           | Piemont               |
| Mongiuffi Melia              | Messina               | Sicilia               |
| Mongrando                    | Biella                | Piemont               |
| Mongrassano                  | Cosenza               | Calabria              |
| Monguelfo-Tesido             | Bolzano               | Trentino-Alto Adige   |
| Monguzzo                     | Como                  | Lombardia             |
| Moniga del Garda 4200        | Brescia               | Lombardia             |
| Monleale                     | Alessandria           | Piemont               |
| Monno                        | Brescia               | Lombardia             |
| Monopoli                     | Bari                  | Puglia                |
| Monreale                     | Palermo               | Sicilia               |
| Monrupino                    | Trieste               | Friuli-Veneția Giulia |
| Monsampietro Morico          | Fermo                 | Marche                |
| Monsampolo del Tronto        | Ascoli Piceno         | Marche                |
| Monsano                      | Ancona                | Marche                |
| Monselice                    | Padova                | Veneto                |
| Monserrato 4210              | Cagliari              | Sardinia              |
| Monsummano Terme             | Pistoia               | Toscana               |
| Montà                        | Cuneo                 | Piemont               |
| Montabone                    | Asti                  | Piemont               |
| Montacuto                    | Alessandria           | Piemont               |
| Montafia                     | Asti                  | Piemont               |
| Montagano                    | Campobasso            | Molise                |
| Montagna                     | Bolzano               | Trentino-Alto Adige   |
| Montagna in Valtellina       | Sondrio               | Lombardia             |
| Montagnana                   | Padova                | Veneto                |
| Montagnareale 4220           | Messina               | Sicilia               |
| Montagne                     | Trento                | Trentino-Alto Adige   |
| Montaguto                    | Avellino              | Campania              |
| Montaione                    | Florența              | Toscana               |
| Montalbano Elicona           | Messina               | Sicilia               |
| Montalbano Jonico            | Matera                | Basilicata            |
| Montalcino                   | Siena                 | Toscana               |
| Montaldeo                    | Alessandria           | Piemont               |
| Montaldo Bormida             | Alessandria           | Piemont               |
| Montaldo di Mondovì          | Cuneo                 | Piemont               |
| Montaldo Roero 4230          | Cuneo                 | Piemont               |
| Montaldo Scarampi            | Asti                  | Piemont               |
| Montaldo Torinese            | Torino                | Piemont               |
| Montale                      | Pistoia               | Toscana               |
| Montalenghe                  | Torino                | Piemont               |
| Montallegro                  | Agrigento             | Sicilia               |
| Montalto delle Marche        | Ascoli Piceno         | Marche                |
| Montalto di Castro           | Viterbo               | Lazio                 |
| Montalto Dora                | Torino                | Piemont               |
| Montalto Ligure              | Imperia               | Liguria               |
| Montalto Pavese 4240         | Pavia                 | Lombardia             |
| Montalto Uffugo              | Cosenza               | Calabria              |
| Montanaro                    | Torino                | Piemont               |
| Montanaso Lombardo           | Lodi                  | Lombardia             |
| Montanera                    | Cuneo                 | Piemont               |
| Montano Antilia              | Salerno               | Campania              |
| Montano Lucino               | Como                  | Lombardia             |
| Montappone                   | Fermo                 | Marche                |
| Montaquila                   | Isernia               | Molise                |
| Montasola                    | Rieti                 | Lazio                 |
| Montauro 4250                | Catanzaro             | Calabria              |
| Montazzoli                   | Chieti                | Abruzzo               |
| Monte Argentario             | Grosseto              | Toscana               |
| Monte Castello di Vibio      | Perugia               | Umbria                |
| Monte Cavallo                | Macerata              | Marche                |
| Monte Cerignone              | Pesaro e Urbino       | Marche                |
| Monte Colombo                | Rimini                | Emilia-Romagna        |
| Monte Compatri               | Roma                  | Lazio                 |
| Monte Cremasco               | Cremona               | Lombardia             |
| Monte di Malo                | Vicenza               | Veneto                |
| Monte di Procida 4260        | Napoli                | Campania              |
| Monte Giberto                | Fermo                 | Marche                |
| Monte Grimano Terme          | Pesaro e Urbino       | Marche                |
| Monte Isola                  | Brescia               | Lombardia             |
| Monte Marenzo                | Lecco                 | Lombardia             |
| Monte Porzio                 | Pesaro e Urbino       | Marche                |
| Monte Porzio Catone          | Roma                  | Lazio                 |
| Monte Rinaldo                | Fermo                 | Marche                |
| Monte Roberto                | Ancona                | Marche                |
| Monte Romano                 | Viterbo               | Lazio                 |
| Monte San Biagio 4270        | Latina                | Lazio                 |
| Monte San Giacomo            | Salerno               | Campania              |
| Monte San Giovanni Campano   | Frosinone             | Lazio                 |
| Monte San Giovanni in Sabina | Rieti                 | Lazio                 |
| Monte San Giusto             | Macerata              | Marche                |
| Monte San Martino            | Macerata              | Marche                |
| Monte San Pietrangeli        | Fermo                 | Marche                |
| Monte San Pietro             | Bologna               | Emilia-Romagna        |
| Monte San Savino             | Arezzo                | Toscana               |
| Monte San Vito               | Ancona                | Marche                |
| Monte Sant'Angelo 4280       | Foggia                | Puglia                |
| Monte Santa Maria Tiberina   | Perugia               | Umbria                |
| Monte Urano                  | Fermo                 | Marche                |
| Monte Vidon Combatte         | Fermo                 | Marche                |
| Monte Vidon Corrado          | Fermo                 | Marche                |
| Montebello della Battaglia   | Pavia                 | Lombardia             |
| Montebello di Bertona        | Pescara               | Abruzzo               |
| Montebello Ionico            | Reggio Calabria       | Calabria              |
| Montebello sul Sangro        | Chieti                | Abruzzo               |
| Montebello Vicentino         | Vicenza               | Veneto                |
| Montebelluna 4290            | Treviso               | Veneto                |
| Montebruno                   | Genova                | Liguria               |
| Montebuono                   | Rieti                 | Lazio                 |
| Montecalvo in Foglia         | Pesaro e Urbino       | Marche                |
| Montecalvo Irpino            | Avellino              | Campania              |
| Montecalvo Versiggia         | Pavia                 | Lombardia             |
| Montecarlo                   | Lucca                 | Toscana               |
| Montecarotto                 | Ancona                | Marche                |
| Montecassiano                | Macerata              | Marche                |
| Montecastello                | Alessandria           | Piemont               |
| Montecastrilli 4300          | Terni                 | Umbria                |
| Montecatini Terme            | Pistoia               | Toscana               |
| Montecatini Val di Cecina    | Pisa                  | Toscana               |
| Montecchia di Crosara        | Verona                | Veneto                |
| Montecchio                   | Terni                 | Umbria                |
| Montecchio Emilia            | Reggio Emilia         | Emilia-Romagna        |
| Montecchio Maggiore          | Vicenza               | Veneto                |
| Montecchio Precalcino        | Vicenza               | Veneto                |
| Montechiaro d'Acqui          | Alessandria           | Piemont               |
| Montechiaro d'Asti           | Asti                  | Piemont               |
| Montechiarugolo 4310         | Parma                 | Emilia-Romagna        |
| Monteciccardo                | Pesaro e Urbino       | Marche                |
| Montecilfone                 | Campobasso            | Molise                |
| Montecopiolo                 | Pesaro e Urbino       | Marche                |
| Montecorice                  | Salerno               | Campania              |
| Montecorvino Pugliano        | Salerno               | Campania              |
| Montecorvino Rovella         | Salerno               | Campania              |
| Montecosaro                  | Macerata              | Marche                |
| Montecrestese                | Verbano-Cusio-Ossola  | Piemont               |
| Montecreto                   | Modena                | Emilia-Romagna        |
| Montedinove 4320             | Ascoli Piceno         | Marche                |
| Montedoro                    | Caltanissetta         | Sicilia               |
| Montefalcione                | Avellino              | Campania              |
| Montefalco                   | Perugia               | Umbria                |
| Montefalcone Appennino       | Fermo                 | Marche                |
| Montefalcone di Val Fortore  | Benevento             | Campania              |
| Montefalcone nel Sannio      | Campobasso            | Molise                |
| Montefano                    | Macerata              | Marche                |
| Montefelcino                 | Pesaro e Urbino       | Marche                |
| Monteferrante                | Chieti                | Abruzzo               |
| Montefiascone 4330           | Viterbo               | Lazio                 |
| Montefino                    | Teramo                | Abruzzo               |
| Montefiore Conca             | Rimini                | Emilia-Romagna        |
| Montefiore dell'Aso          | Ascoli Piceno         | Marche                |
| Montefiorino                 | Modena                | Emilia-Romagna        |
| Monteflavio                  | Roma                  | Lazio                 |
| Monteforte Cilento           | Salerno               | Campania              |
| Monteforte d'Alpone          | Verona                | Veneto                |
| Monteforte Irpino            | Avellino              | Campania              |
| Montefortino                 | Fermo                 | Marche                |
| Montefranco 4340             | Terni                 | Umbria                |
| Montefredane                 | Avellino              | Campania              |
| Montefusco                   | Avellino              | Campania              |
| Montegabbione                | Terni                 | Umbria                |
| Montegalda                   | Vicenza               | Veneto                |
| Montegaldella                | Vicenza               | Veneto                |
| Montegallo                   | Ascoli Piceno         | Marche                |
| Montegioco                   | Alessandria           | Piemont               |
| Montegiordano                | Cosenza               | Calabria              |
| Montegiorgio                 | Fermo                 | Marche                |
| Montegranaro 4350            | Fermo                 | Marche                |
| Montegridolfo                | Rimini                | Emilia-Romagna        |
| Montegrino Valtravaglia      | Varese                | Lombardia             |
| Montegrosso d'Asti           | Asti                  | Piemont               |
| Montegrosso Pian Latte       | Imperia               | Liguria               |
| Montegrotto Terme            | Padova                | Veneto                |
| Monteiasi                    | Taranto               | Puglia                |
| Montelabbate                 | Pesaro e Urbino       | Marche                |
| Montelanico                  | Roma                  | Lazio                 |
| Montelapiano                 | Chieti                | Abruzzo               |
| Monteleone d'Orvieto 4360    | Terni                 | Umbria                |
| Monteleone di Fermo          | Fermo                 | Marche                |
| Monteleone di Puglia         | Foggia                | Puglia                |
| Monteleone di Spoleto        | Perugia               | Umbria                |
| Monteleone Rocca Doria       | Sassari               | Sardinia              |
| Monteleone Sabino            | Rieti                 | Lazio                 |
| Montelepre                   | Palermo               | Sicilia               |
| Montelibretti                | Roma                  | Lazio                 |
| Montella                     | Avellino              | Campania              |
| Montello                     | Bergamo               | Lombardia             |
| Montelongo 4370              | Campobasso            | Molise                |
| Montelparo                   | Fermo                 | Marche                |
| Montelupo Albese             | Cuneo                 | Piemont               |
| Montelupo Fiorentino         | Florența              | Toscana               |
| Montelupone                  | Macerata              | Marche                |
| Montemaggiore al Metauro     | Pesaro e Urbino       | Marche                |
| Montemaggiore Belsito        | Palermo               | Sicilia               |
| Montemagno                   | Asti                  | Piemont               |
| Montemale di Cuneo           | Cuneo                 | Piemont               |
| Montemarano                  | Avellino              | Campania              |
| Montemarciano 4380           | Ancona                | Marche                |
| Montemarzino                 | Alessandria           | Piemont               |
| Montemesola                  | Taranto               | Puglia                |
| Montemezzo                   | Como                  | Lombardia             |
| Montemignaio                 | Arezzo                | Toscana               |
| Montemiletto                 | Avellino              | Campania              |
| Montemilone                  | Potenza               | Basilicata            |
| Montemitro                   | Campobasso            | Molise                |
| Montemonaco                  | Ascoli Piceno         | Marche                |
| Montemurlo                   | Prato                 | Toscana               |
| Montemurro 4390              | Potenza               | Basilicata            |
| Montenars                    | Udine                 | Friuli-Veneția Giulia |
| Montenero di Bisaccia        | Campobasso            | Molise                |
| Montenero Sabino             | Rieti                 | Lazio                 |
| Montenero Val Cocchiara      | Isernia               | Molise                |
| Montenerodomo                | Chieti                | Abruzzo               |
| Monteodorisio                | Chieti                | Abruzzo               |
| Montepaone                   | Catanzaro             | Calabria              |
| Monteparano                  | Taranto               | Puglia                |
| Monteprandone                | Ascoli Piceno         | Marche                |
| Montepulciano 4400           | Siena                 | Toscana               |
| Monterado                    | Ancona                | Marche                |
| Monterchi                    | Arezzo                | Toscana               |
| Montereale                   | L'Aquila              | Abruzzo               |
| Montereale Valcellina        | Pordenone             | Friuli-Veneția Giulia |
| Monterenzio                  | Bologna               | Emilia-Romagna        |
| Monteriggioni                | Siena                 | Toscana               |
| Monteroduni                  | Isernia               | Molise                |
| Monteroni d'Arbia            | Siena                 | Toscana               |
| Monteroni di Lecce           | Lecce                 | Puglia                |
| Monterosi 4410               | Viterbo               | Lazio                 |
| Monterosso al Mare           | Spezia                | Liguria               |
| Monterosso Almo              | Ragusa                | Sicilia               |
| Monterosso Calabro           | Vibo Valentia         | Calabria              |
| Monterosso Grana             | Cuneo                 | Piemont               |
| Monterotondo                 | Roma                  | Lazio                 |
| Monterotondo Marittimo       | Grosseto              | Toscana               |
| Monterubbiano                | Fermo                 | Marche                |
| Montesano Salentino          | Lecce                 | Puglia                |
| Montesano sulla Marcellana   | Salerno               | Campania              |
| Montesarchio 4420            | Benevento             | Campania              |
| Montescaglioso               | Matera                | Basilicata            |
| Montescano                   | Pavia                 | Lombardia             |
| Montescheno                  | Verbano-Cusio-Ossola  | Piemont               |
| Montescudaio                 | Pisa                  | Toscana               |
| Montescudo                   | Rimini                | Emilia-Romagna        |
| Montese                      | Modena                | Emilia-Romagna        |
| Montesegale                  | Pavia                 | Lombardia             |
| Montesilvano                 | Pescara               | Abruzzo               |
| Montespertoli                | Florența              | Toscana               |
| Monteu da Po 4430            | Torino                | Piemont               |
| Monteu Roero                 | Cuneo                 | Piemont               |
| Montevago                    | Agrigento             | Sicilia               |
| Montevarchi                  | Arezzo                | Toscana               |
| Montevecchia                 | Lecco                 | Lombardia             |
| Monteveglio                  | Bologna               | Emilia-Romagna        |
| Monteverde                   | Avellino              | Campania              |
| Monteverdi Marittimo         | Pisa                  | Toscana               |
| Monteviale                   | Vicenza               | Veneto                |
| Montezemolo                  | Cuneo                 | Piemont               |
| Monti 4440                   | Sassari               | Sardinia              |
| Montiano                     | Forlì-Cesena          | Emilia-Romagna        |
| Monticelli Brusati           | Brescia               | Lombardia             |
| Monticelli d'Ongina          | Piacenza              | Emilia-Romagna        |
| Monticelli Pavese            | Pavia                 | Lombardia             |
| Monticello Brianza           | Lecco                 | Lombardia             |
| Monticello Conte Otto        | Vicenza               | Veneto                |
| Monticello d'Alba            | Cuneo                 | Piemont               |
| Montichiari                  | Brescia               | Lombardia             |
| Monticiano                   | Siena                 | Toscana               |
| Montieri 4450                | Grosseto              | Toscana               |
| Montiglio Monferrato         | Asti                  | Piemont               |
| Montignoso                   | Massa-Carrara         | Toscana               |
| Montirone                    | Brescia               | Lombardia             |
| Montjovet                    | Aosta                 | Valle d'Aosta         |
| Montodine                    | Cremona               | Lombardia             |
| Montoggio                    | Genova                | Liguria               |
| Montone                      | Perugia               | Umbria                |
| Montopoli di Sabina          | Rieti                 | Lazio                 |
| Montopoli in Val d'Arno      | Pisa                  | Toscana               |
| Montorfano 4460              | Como                  | Lombardia             |
| Montorio al Vomano           | Teramo                | Abruzzo               |
| Montorio nei Frentani        | Campobasso            | Molise                |
| Montorio Romano              | Roma                  | Lazio                 |
| Montoro                      | Avellino              | Campania              |
| Montorso Vicentino           | Vicenza               | Veneto                |
| Montottone                   | Fermo                 | Marche                |
| Montresta                    | Oristano              | Sardinia              |
| Montù Beccaria               | Pavia                 | Lombardia             |
| Monvalle                     | Varese                | Lombardia             |
| Monza 4470                   | Monza e della Brianza | Lombardia             |
| Monzambano                   | Mantova               | Lombardia             |
| Monzuno                      | Bologna               | Emilia-Romagna        |
| Morano Calabro               | Cosenza               | Calabria              |
| Morano sul Po                | Alessandria           | Piemont               |
| Moransengo                   | Asti                  | Piemont               |
| Moraro                       | Gorizia               | Friuli-Veneția Giulia |
| Morazzone                    | Varese                | Lombardia             |
| Morbegno                     | Sondrio               | Lombardia             |
| Morbello                     | Alessandria           | Piemont               |
| Morciano di Leuca 4480       | Lecce                 | Puglia                |
| Morciano di Romagna          | Rimini                | Emilia-Romagna        |
| Morcone                      | Benevento             | Campania              |
| Mordano                      | Bologna               | Emilia-Romagna        |
| Morengo                      | Bergamo               | Lombardia             |
| Mores                        | Sassari               | Sardinia              |
| Moresco                      | Fermo                 | Marche                |
| Moretta                      | Cuneo                 | Piemont               |
| Morfasso                     | Piacenza              | Emilia-Romagna        |
| Morgano                      | Treviso               | Veneto                |
| Morgex 4490                  | Aosta                 | Valle d'Aosta         |
| Morgongiori                  | Oristano              | Sardinia              |
| Mori                         | Trento                | Trentino-Alto Adige   |
| Moriago della Battaglia      | Treviso               | Veneto                |
| Moricone                     | Roma                  | Lazio                 |
| Morigerati                   | Salerno               | Campania              |
| Morimondo                    | Milano                | Lombardia             |
| Morino                       | L'Aquila              | Abruzzo               |
| Moriondo Torinese            | Torino                | Piemont               |
| Morlupo                      | Roma                  | Lazio                 |
| Mormanno 4500                | Cosenza               | Calabria              |
| Mornago                      | Varese                | Lombardia             |
| Mornese                      | Alessandria           | Piemont               |
| Mornico al Serio             | Bergamo               | Lombardia             |
| Mornico Losana               | Pavia                 | Lombardia             |
| Morolo                       | Frosinone             | Lazio                 |
| Morozzo                      | Cuneo                 | Piemont               |
| Morra De Sanctis             | Avellino              | Campania              |
| Morro d'Alba                 | Ancona                | Marche                |
| Morro d'Oro                  | Teramo                | Abruzzo               |
| Morro Reatino 4510           | Rieti                 | Lazio                 |
| Morrone del Sannio           | Campobasso            | Molise                |
| Morrovalle                   | Macerata              | Marche                |
| Morsano al Tagliamento       | Pordenone             | Friuli-Veneția Giulia |
| Morsasco                     | Alessandria           | Piemont               |
| Mortara                      | Pavia                 | Lombardia             |
| Mortegliano                  | Udine                 | Friuli-Veneția Giulia |
| Morterone                    | Lecco                 | Lombardia             |
| Moruzzo                      | Udine                 | Friuli-Veneția Giulia |
| Moscazzano                   | Cremona               | Lombardia             |
| Moschiano 4520               | Avellino              | Campania              |
| Mosciano Sant'Angelo         | Teramo                | Abruzzo               |
| Moscufo                      | Pescara               | Abruzzo               |
| Moso in Passiria             | Bolzano               | Trentino-Alto Adige   |
| Mossa                        | Gorizia               | Friuli-Veneția Giulia |
| Mossano                      | Vicenza               | Veneto                |
| Mosso                        | Biella                | Piemont               |
| Motta Baluffi                | Cremona               | Lombardia             |
| Motta Camastra               | Messina               | Sicilia               |
| Motta d'Affermo              | Messina               | Sicilia               |
| Motta de' Conti 4530         | Vercelli              | Piemont               |
| Motta di Livenza             | Treviso               | Veneto                |
| Motta Montecorvino           | Foggia                | Puglia                |
| Motta San Giovanni           | Reggio Calabria       | Calabria              |
| Motta Sant'Anastasia         | Catania               | Sicilia               |
| Motta Santa Lucia            | Catanzaro             | Calabria              |
| Motta Visconti               | Milano                | Lombardia             |
| Mottafollone                 | Cosenza               | Calabria              |
| Mottalciata                  | Biella                | Piemont               |
| Motteggiana                  | Mantova               | Lombardia             |
| Mottola 4540                 | Taranto               | Puglia                |
| Mozzagrogna                  | Chieti                | Abruzzo               |
| Mozzanica                    | Bergamo               | Lombardia             |
| Mozzate                      | Como                  | Lombardia             |
| Mozzecane                    | Verona                | Veneto                |
| Mozzo                        | Bergamo               | Lombardia             |
| Muccia                       | Macerata              | Marche                |
| Muggia                       | Trieste               | Friuli-Veneția Giulia |
| Muggiò                       | Monza e della Brianza | Lombardia             |
| Mugnano del Cardinale        | Avellino              | Campania              |
| Mugnano di Napoli 4550       | Napoli                | Campania              |
| Mulazzano                    | Lodi                  | Lombardia             |
| Mulazzo                      | Massa-Carrara         | Toscana               |
| Mura                         | Brescia               | Lombardia             |
| Muravera                     | Cagliari              | Sardinia              |
| Murazzano                    | Cuneo                 | Piemont               |
| Murello                      | Cuneo                 | Piemont               |
| Murialdo                     | Savona                | Liguria               |
| Murisengo                    | Alessandria           | Piemont               |
| Murlo                        | Siena                 | Toscana               |
| Muro Leccese 4560            | Lecce                 | Puglia                |
| Muro Lucano                  | Potenza               | Basilicata            |
| Muros                        | Sassari               | Sardinia              |
| Muscoline                    | Brescia               | Lombardia             |
| Musei                        | Carbonia-Iglesias     | Sardinia              |
| Musile di Piave              | Veneția               | Veneto                |
| Musso                        | Como                  | Lombardia             |
| Mussolente                   | Vicenza               | Veneto                |
| Mussomeli                    | Caltanissetta         | Sicilia               |
| Muzzana del Turgnano         | Udine                 | Friuli-Veneția Giulia |
| Muzzano 4570                 | Biella                | Piemont               |